# Gangster Land
Gangster Land (In the Absence of Good Men) è un film del 2017, diretto da Timothy Woodward Jr..

## Trama
La pellicola narra la storia di Jack McGurn, gangster italo-statunitense che sognava di diventare pugile, ma a seguito dell'assassinio del padre si unì ad Al Capone. Desideroso di vendetta McGurn finirà anch'egli coinvolto nelle guerre degli anni '20 durante il proibizionismo contro i rivali di Capone, su tutti "Bugs" Moran.

## Produzione
Il 14 giugno 2017, è stato annunciato che Jason Patric si è unito al cast del film.

## Distribuzione
Il film è stato distribuito nei cinema e in VOD il 1° dicembre 2017.

## Accoglienza
Il film ha ottenuto un punteggio del 29% su Rotten Tomatoes, basato su 7 recensioni.